# 경민대학교
경민대학교(慶旼大學校, Kyungmin University)는 대한민국 경기도 의정부시 가능동에 위치한 사립 전문대학이다.

## 연혁
1991년 11월, 홍문종에 의하여 경민전문대학이 설립되었다. 1992년년 3월 2일, 개교하였다. 1998년 5월 경민대학으로 교명을 변경한다. 2012년 12월 현재의 교명인 경민대학교로 교명을 변경하였다.
한편, 2015년에 교육부의 대학구조개혁평가에서 D+등급을 받은 이력이 있으나, 2017년 재정 지원 제한 조치가 해제되었다.

## 교육편제
2018년 기준, 경민대학교의 전문학사 과정으로 23개 학과가 설치되어 있다.

## 캠퍼스 풍경
경민대학교는 경기도 소재 사립 전문대학으로, 가능동에 캠퍼스가 소재한다. 캠퍼스 내 약 11동 건축물이 위치하고 있다. 캠퍼스 남측 방면에 수직 방향으로 남부로와 경원선 선로가 지나며 캠퍼스 접근이 가능하다. 캠퍼스 동부는 동일 법인 경민고등학교, 경민여자중학교와 경민중학교 등이 위치한다. 캠퍼스 서부와 북부는 산지에 맞닿아있다.

## 같이 보기
- 경민고등학교
- 경민비즈니스고등학교
- 경민IT고등학교
- 경민중학교
- 경민여자중학교